# East Brady
East Brady és una població dels Estats Units a l'estat de Pennsilvània. Segons el cens del 2000 tenia 1.038 habitants.

## Demografia
Segons el cens del 2000, East Brady tenia 1.038 habitants, 471 habitatges, i 287 famílies. La densitat de població era de 477,1 habitants per quilòmetre quadrat.
Dels 471 habitatges en un 24% hi vivien nens de menys de 18 anys, en un 48,6% hi vivien parelles casades, en un 8,5% dones solteres, i en un 38,9% no eren unitats familiars. En el 36,9% dels habitatges hi vivien persones soles el 24,6% de les quals corresponia a persones de 65 anys o més que vivien soles. El nombre mitjà de persones vivint en cada habitatge era de 2,18 i el nombre mitjà de persones que vivien en cada família era de 2,81.
Per edats la població es repartia de la següent manera: un 19,3% tenia menys de 18 anys, un 7,1% entre 18 i 24, un 23,2% entre 25 i 44, un 23,5% de 45 a 60 i un 26,9% 65 anys o més.
L'edat mediana era de 45 anys. Per cada 100 dones de 18 o més anys hi havia 87,9 homes.
La renda mediana per habitatge era de 26.667 $ i la renda mediana per família de 37.589 $. Els homes tenien una renda mediana de 35.417 $ mentre que les dones 21.538 $. La renda per capita de la població era de 15.299 $. Entorn del 10,9% de les famílies i l'11,8% de la població estaven per davall del llindar de pobresa.

## Poblacions més properes
El següent diagrama mostra les poblacions més properes.